# Aarón Padilla (ur. 1977)
Aarón Padilla Mota (ur. 13 sierpnia 1977 w mieście Meksyk) – meksykański piłkarz występujący najczęściej na pozycji napastnika, obecnie zawodnik Puebli.
Jest synem innego meksykańskiego piłkarza, Aaróna Padilli Gutiérreza, uczestnika MŚ 1966 i MŚ 1970.

## Kariera klubowa
Padilla jest wychowankiem stołecznego zespołu Atlante FC. Do seniorskiego zespołu został włączony w wieku 21 lat. W meksykańskiej Primera División zadebiutował 22 listopada 1998 w wygranym 2:0 spotkaniu z Guadalajarą. Był to jego jedyny występ w premierowym sezonie Invierno 1998 i kolejny występ w pierwszej lidze zanotował dopiero w kwietniu 2000. Pierwszego gola w najwyższej klasie rozgrywkowej strzelił 28 marca 2001 w zremisowanej 1:1 konfrontacji z Cruz Azul. Barwy pierwszego zespołu Atlante Padilla reprezentował w sumie przez 6 lat, rozgrywając w tym czasie 69 ligowych pojedynków i zdobywając w nich 10 bramek, jednak nie odniósł z drużyną większego sukcesu.
Latem 2004 Padilla przeszedł do innego klubu z siedzibą w mieście Meksyk, Amériki. Podczas dwuletniego pobytu w tym zespole pełnił na ogół funkcję rezerwowego, jednak zdołał strzelić dla Amériki 15 goli w lidze. W sezonie Clausura 2005 wywalczył z Américą pierwsze mistrzostwo Meksyku w swojej karierze, w drugim meczu finałowym (6:3) dwukrotnie pokonując bramkarza Tecos UAG, Jesúsa Coronę. Wziął także udział w turnieju Copa Sudamericana 2005, odpadając z niego w ćwierćfinale, jak również wygrał rok później rozgrywki Pucharu Mistrzów CONCACAF. Z czterema golami na koncie został królem strzelców tamtej edycji Pucharu Mistrzów.
W lipcu 2006 Padilla został graczem Necaxy, a po roku przeszedł do Atlasu z miasta Guadalajara. Później bez powodzenia występował w Jaguares de Chiapas i drugoligowym Tiburones Rojos de Veracruz. Przez cały 2010 rok pozostawał bez klubu, po czym wiosną 2011 podpisał umowę z Pueblą.
| Sezon     | Klub                        | Kraj   | Rozgrywki        | Mecze | Bramki |
| --------- | --------------------------- | ------ | ---------------- | ----- | ------ |
| 1998/1999 | Atlante FC                  | Meksyk | Primera División | 1     | 0      |
| 1999/2000 | Atlante FC                  | Meksyk | Primera División | 3     | 0      |
| 2000/2001 | Atlante FC                  | Meksyk | Primera División | 7     | 1      |
| 2001/2002 | Atlante FC                  | Meksyk | Primera División | 18    | 3      |
| 2002/2003 | Atlante FC                  | Meksyk | Primera División | 16    | 2      |
| 2003/2004 | Atlante FC                  | Meksyk | Primera División | 24    | 4      |
| 2004/2005 | Club América                | Meksyk | Primera División | 18    | 10     |
| 2005/2006 | Club América                | Meksyk | Primera División | 16    | 5      |
| 2006/2007 | Club Necaxa                 | Meksyk | Primera División | 22    | 3      |
| 2007/2008 | Club Atlas                  | Meksyk | Primera División | 5     | 0      |
| 2007/2008 | Jaguares de Chiapas         | Meksyk | Primera División | 5     | 0      |
| 2008/2009 | Jaguares de Chiapas         | Meksyk | Primera División | 10    | 1      |
| 2009/2010 | Tiburones Rojos de Veracruz | Meksyk | Liga de Ascenso  | 15    | 1      |
| 2010/2011 | Puebla FC                   | Meksyk | Primera División | 5     | 0      |
| 2011/2012 | Puebla FC                   | Meksyk | Primera División |       |        |

## Kariera reprezentacyjna
W 2005 roku Padilla został powołany do seniorskiej reprezentacji Meksyku na Złoty Puchar CONCACAF. Prowadzeni przez szkoleniowca Ricardo Lavolpe Meksykanie odpadli wówczas w ćwierćfinale, natomiast na tym turnieju Padilla rozegrał jedyne dwa mecze w kadrze narodowej – 10 lipca w fazie grupowej z Gwatemalą (4:0) i 17 lipca w ćwierćfinale z Kolumbią (1:2).